# Santa Rosa (Cauca)
Santa Rosa est une municipalité située dans le département de Cauca, en Colombie.